# Cookie (tin học)
Cookie (hay còn gọi là HTTP cookie, web cookie, Internetie, cookie trình duyệt) là những tập tin một trang web gửi đến máy người dùng và được lưu lại thông qua trình duyệt khi người dùng truy cập trang web đó. Cookie được dùng với mục đích phổ biến là để lưu trữ phiên đăng nhập nhằm phục vụ cho mục đích xác thực với website, duy trì trạng thái đăng nhập. Ngoài ra, cookie còn được dùng để ghi nhớ thông tin trạng thái (ví dụ, quốc gia, ngôn ngữ), ghi nhớ hoạt động người dùng thực hiện trong quá trình truy cập và duyệt một trang web (ví dụ, những nút bấm hay đường liên kết người dùng tương tác). Cookie cũng được dùng để lưu lại các thông tin khác mà người dùng nhập hay điền vào trang web như tên, địa chỉ, email, v.vhllkl
他low

## Thuật ngữ
Các loại cookie khác nhau được gọi bằng các thuật ngữ khác nhau tùy vào đặc điểm và mục đích sử dụng của cookie. Các thuật ngữ bên dưới được giữ nguyên theo tên gọi tiếng Anh cho tiện việc tra cứu.

### Session cookie
Session cookie (tạm dịch: cookie phiên chạy) chỉ tồn tại trong bộ nhớ tạm thời khi người dùng duyệt web. Thông thường, trình duyệt sẽ xóa bỏ cookie khi người dùng ngưng phiên duyệt web. Không như các loại cookie khác, session cookie không có thời hạn có hiệu lực. Đó cũng là yếu tố để trình duyệt phân biệt session cookie và các loại cookie khác.

### Persistent cookie
Không như session cookie, persistent cookie (tạm dịch: cookie cố định) sẽ hết hiệu lực sau một thời điểm nào đó hoặc sau một khoảng thời gian nào đó được ấn định trước. Trong thời gian có hiệu lực của một persistent cookie, thông tin mà persistent cookie lưu lại sẽ được gửi đến máy chủ của website mà người dùng truy cập mỗi khi họ duyệt trang đó, hoặc khi họ truy cập một nguồn tài nguyên thuộc website thông qua một website khác (ví dụ, hình ảnh).

### Secure cookie
Secure cookie (tạm dịch: cookie an toàn) chỉ có thể được gửi và nhận qua một kết nối được mã hoá (HTTPS). Các secure cookie không được gửi và nhận qua một kết nối không mã hoá (HTTP). 

### HTTP-only cookie
HTTP-only cookie (tạm dịch: cookie HTTP) không được truy cập bởi các giao diện lập trình ứng dụng (API) phía người dùng (client-side APIs) như JavaScript.

### Same-site cookie
Same-site cookie (tạm dịch: cookie cùng trang) là loại cookie chỉ được gửi qua các yêu cầu xuất phát cùng một tên miền mục tiêu. Same-site cookie ra đời vào 2016 cùng với sự xuất hiện của Google Chrome bản 51.

### Third-party cookie
Thông thường, thông tin về tên miền của một cookie sẽ trùng với tên miền được hiển thị ở thanh địa chỉ của trình duyệt. Đây được gọi là first-party cookie (tạm dịch: cookie bên thứ nhất). Trái với nó, một third-party cookie (tạm dịch: cookie bên thứ ba) sẽ thuộc một tên miền khác với tên miền trên thanh địa chỉ. Các cookie loại này thường gặp trong trường hợp một website hiển thị thông tin từ các website khác, ví dụ như các banner quảng cáo từ website khác. Third-party cookie được dùng rộng rãi trên web. Theo một khảo sát được thực hiện năm 2018, trong 938,093 trang web phổ biến theo Alexa, hơn 70% số trang được tải xuống có chứa third-party cookie với số lượng hơn 11 cookie mỗi trang tin.

### Supercookie
Supercookie (tạm dịch: cookie chủ) là loại cookie xuất phát từ các tên miền ở tầng cao nhất (ví dụ như.com) hay các hậu tố công cộng (public suffix) như.co.uk. Các loại cookie thông thường khác, ngược lại, xuất phát từ một tên miền, ví dụ như example.com. Supercookie có thể là một mối nguy hiểm tiềm tàng vì các supercookie có thể được dùng để nguỵ trang một yêu cầu không hợp pháp trông như một yêu cầu hợp pháp từ người dùng.

### Zombie cookie
Zombie cookie (tạm dịch: cookie ma) là loại bị xoá đi.

## Ứng dụng của cookie
Cookie thường được dùng để quản lý phiên chạy web, cá nhân hoá và theo dõi hoạt động của người dùng.

### Quản lý phiên chạy
Cookie được dùng để quản lý phiên chạy bằng cách ghi nhớ trạng thái của người dùng. Ví dụ về ứng dụng của cookie trong quản lý phiên chạy bao gồm: tình trạng đăng nhập của người dùng, tình trạng giỏ hàng của người dùng, thông tin điểm số game.

### Cá nhân hoá
Cookie cũng được dùng để cá nhân hoá kinh nghiệm người dùng. Website dùng cookie để ghi nhớ các lựa chọn ưa thích mà người dùng thiết lập khi tương tác với website trước đó, ví dụ: màu sắc trang nền của website, ngôn ngữ mặc định.

### Theo dõi hoạt động
Theo dõi hoạt động người dùng là một trong những ứng dụng phổ biến nhất của cookie. Các trang web dùng cookie để ghi lại và phân tích thói quen duyệt web của người dùng, ví dụ như những trang nào thường được người dùng ghé thăm, với tần suất nào, những sản phẩm, nút bấm hay đường link nào người dùng dành thời gian xem hoặc tương tác nhiều nhất...

## Cookie và quyền riêng tư
Các công ty quảng cáo sử dụng third-party cookie để theo dõi hoạt động của người dùng từ nhiều trang web khác nhau. Cụ thể, một công ty quảng cáo có thể đặt hình ảnh quảng cáo trên nhiều trang và theo đó thu thập thông tin về hoạt động của người dùng. Việc biết được người dùng truy cập những trang web nào cho phép các công ty quảng cáo thực hiện các chiến dịch quảng cáo theo đối tượng, dựa trên phỏng đoán về nhu cầu và sở thích của người dùng.

### Quy định chung về bảo mật thông tin (GDPR) của Liên minh châu Âu
Việc sử dụng cookie để theo dõi và thu thập thông tin về hoạt động của người dùng web đe doạ sự riêng tư và bảo mật thông tin của người dùng. Vì vậy, các chính sách và quy định về việc sử dụng cookie đã được ban hành ở nhiều nước. Được nhắc đến nhiều trong số này là Quy định chung về bảo mật thông tin (GDPR) của Liên minh Châu Âu. Liên quan đến việc sử dụng cookie, GDPR yêu cầu các công ty phải có sự chấp thuận của người dùng châu Âu về việc các website này dùng cookie để thu thập thông tin về hoạt động người dùng, dù các công ty này có trụ sở hay hoạt động ở bất kỳ nước nào. Trong một nghiên cứu được thực hiện năm 2018 trên 500 website được truy cập nhiều nhất ở mỗi nước trong 28 nước thành viên của Liên minh châu Âu, tỉ lệ các website hiển thị thông báo về việc chấp thuận cookie đã tăng từ 46.1% trong tháng 1 năm 2018 lên 62,1% trong tháng 5 năm 2018 (thời điểm GDPR có hiệu lực).

### Hiển thị thông tin cookie
Để chấp hành các chính sách, quy định về bảo mật thông tin và sử dụng cookie, chủ các trang web phải cung cấp cho người dùng thông tin về cookie được dùng trên trang web. Tuy nhiên, không có cùng một khuôn mẫu làm chuẩn, các trang web hiển thị thông tin về cookie theo những cách rất khác nhau. Thông thường, thông tin về cookie trên một website được trình bày thông qua ba công cụ: Thông báo về việc dùng cookie, Chính sách cookie hoặc Chính sách riêng tư, Chức năng điều chỉnh cookie. Các website có thể dùng cả ba công cụ hoặc ít hơn.

#### Thông báo về việc dùng cookie
Khi người dùng truy cập một trang web, một tin nhắn sẽ được hiển thị để thông báo cho người dùng về việc trang web đó có sử dụng cookie để thu thập thông tin duyệt web của người dùng. Thông báo dùng cookie này có thể được hiển thị ở đầu trang, giữa trang hay cuối trang dưới dạng một bảng tin nhắn ngắn. Thông báo dùng cookie cũng có thể xuất hiện dưới dạng một cửa sổ pop-up chiếm phần lớn màn hình; ở dạng này, thông báo cookie chiếm màn hình và người dùng thường không thể tiếp tục quá trình duyệt web nếu họ không có thao tác nào trên thông báo cookie (đóng cửa sổ, đồng ý hay từ chối cookie).

#### Chính sách cookie hoặc Chính sách riêng tư
Không như Thông báo dùng cookie, các Chính sách cookie hay Chính sách riêng tư thường chứa nhiều thông tin hơn về các cookie mà một trang web sử dụng và thường dưới dạng văn bản dài, hiển thị như một trang tin. Một trang web có thể có trang hiển thị Chính sách cookie riêng rẽ với Chính sách riêng tư. Trong một vài trường hợp khác, Chính sách cookie là một phần của Chính sách riêng tư. Thông thường, các trang chính sách này chứa thông tin cụ thể về cookie như tên gọi cookie, các nhóm và phân loại cookie, mục đích sử dụng cookie, các đối tác mà trang web làm việc với hoặc cho phép đặt cookie. Các Chính sách cookie hoặc Chính sách riêng tư này cũng thường bao gồm các hướng dẫn để người dùng có thể chọn cho phép hay từ chối một hay nhiều loại cookie.

#### Chức năng điều chỉnh cookie
Các trang web cũng có thể có chức năng điều chỉnh cookie để người dùng có thể lựa chọn cho phép hay từ chối loại cookie họ muốn. Chức năng này thường được hiển thị dưới dạng một bảng mẫu trong đó các cookie thường được sắp xếp và phân loại thành các nhóm khác nhau, theo mục đích sử dụng hoặc đặc điểm của cookie, ví dụ, cookie tối cần thiết, cookie chức năng, cookie quảng cáo, cookie phân tích... Nếu một trang web không hỗ trợ chức năng điều chỉnh cookie này, trong Chính sách cookie hoặc Chính sách riêng tư của mình, trang web đó thường đưa thông tin để hướng dẫn người dùng cách chấp nhập hoặc từ chối cookie thông qua việc điều chỉnh trình duyệt. Mặt khác, một vài trang web cũng hỗ trợ tính năng điều chỉnh cookie dưới dạng các điều chỉnh có trong mục quản lý tài khoản của người dùng.